# 우빈 (가수)
우빈(본명: 서우빈, 徐宇璸, 영어: WOOBIN, 2000년 10월 16일 ~ )는 대한민국의 가수이자 대한민국의 보이 그룹 크래비티의 멤버이자 메인보컬을 맡고 있다.

## 학력
| 학교             | 비고   |
| ---------------- | ------ |
| 진남중학교       | (졸업) |
| 광주동성고등학교 | (졸업) |

2023년 4월 2일 ~ 9일, <미스터리 음악쇼 복면가왕>에서 "‘미’치다 못해 ‘파’ 칠 수밖에 없는 음색! 대파 소년"라는 가명으로 참가해 2라운드까지 진출했고,패널에 있던 많은 선배 가수들에게 큰 극찬을 받았는데 평가 내용은 다음과 같다.